# Sparco

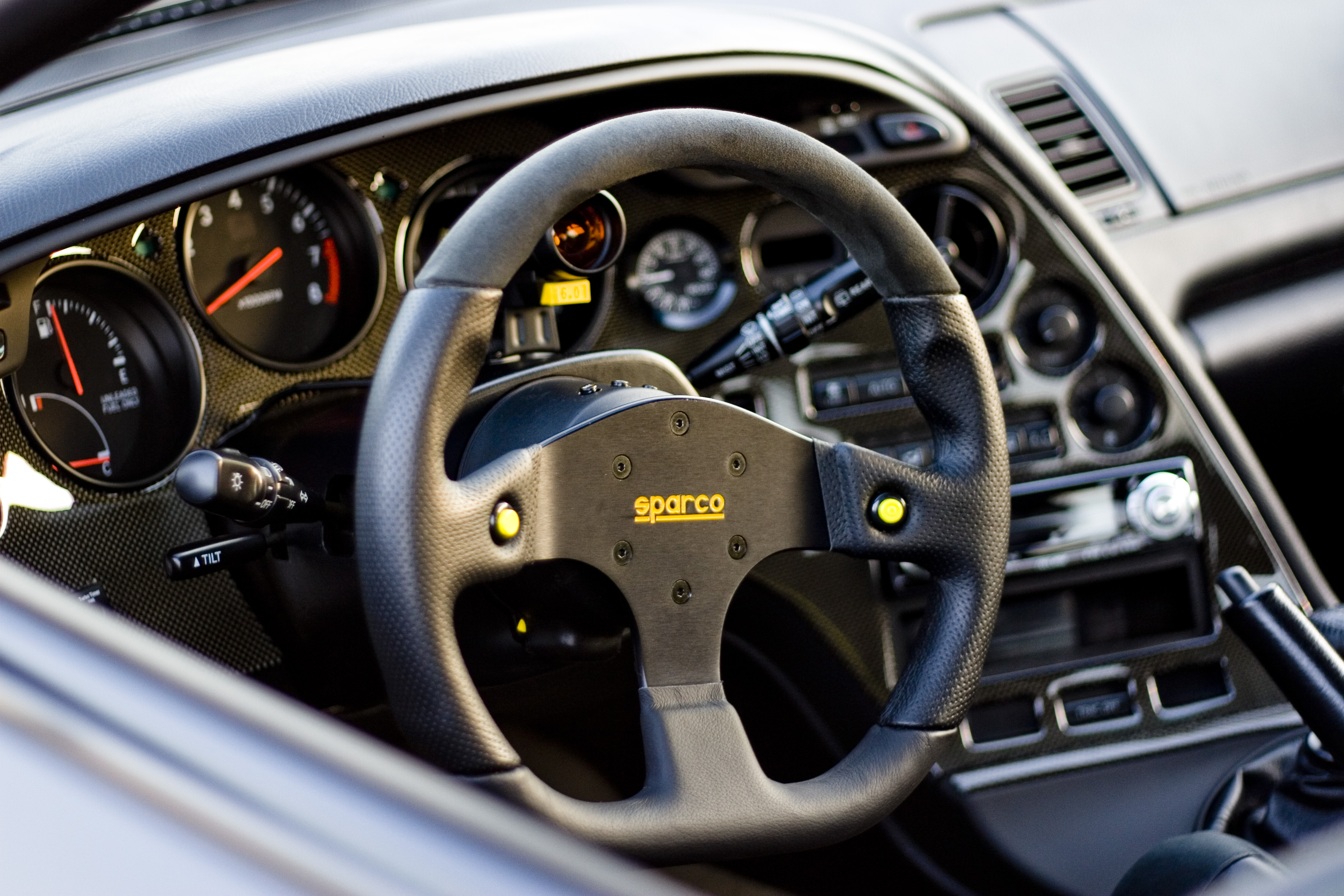
Volante da Sparco.

A Sparco S.p.A é uma empresa produtora de partes automotivas, com sede em Turim, Itália, foi fundada em 1977 e produz principalmente bancos, direções e rodas, ficou famosa por ter desenvolvido o primeiro macacão a prova de fogo para a Fórmula 1 em 1977.